# Măgărușul
Măgărușul este un personaj fictiv din filmul de animație Shrek, realizat de studiourile DreamWorks Animation Studios în anul 2001. 
Vocea Măgărușului aparține actorului Eddie Murphy.